# Giuseppe Ravano
Giuseppe Ravano (n. 5 februarie 1943, Rapallo, Liguria, Italia) este un sportiv ce a reprezentat Italia, medaliat olimpic. A participat la 2 ediții ale Jocurilor Olimpice (1964, 1968) în care a câștigat o medalie de aur.